# Antin
Pour les articles homonymes, voir Antin (homonymie).
Antin est une commune française située dans le nord du département des Hautes-Pyrénées, en région Occitanie. Sur le plan historique et culturel, la commune est dans l’ancien comté de Bigorre, comté historique des Pyrénées françaises et de Gascogne.
Exposée à un climat océanique altéré, elle est drainée par le Bouès et par divers autres petits cours d'eau. La commune possède un patrimoine naturel remarquable composé d'une zone naturelle d'intérêt écologique, faunistique et floristique.
Antin est une commune rurale qui compte 94 habitants en 2022, après avoir connu un pic de population de 508 habitants en 1793. Ses habitants sont appelés les Antinois ou  Antinoises.

## Géographie

### Localisation
La commune d'Antin se trouve dans le département des Hautes-Pyrénées, en région Occitanie.
Elle se situe à 21 km à vol d'oiseau de Tarbes, préfecture du département, et à 7 km de Trie-sur-Baïse, bureau centralisateur du canton des Coteaux dont dépend la commune depuis 2015 pour les élections départementales.
La commune fait en outre partie du bassin de vie de Trie-sur-Baïse.
Les communes les plus proches sont : 
Bouilh-Devant (2,3 km), Mazerolles (2,3 km), Lubret-Saint-Luc (2,3 km), Bernadets-Debat (3,3 km), Osmets (3,6 km), Fréchède (4,0 km), Trouley-Labarthe (4,2 km), Estampures (4,2 km).
Sur le plan historique et culturel, Antin fait partie de l’ancien comté de Bigorre, comté historique des Pyrénées françaises et de Gascogne créé au IXe siècle puis rattaché au domaine royal en 1302, inclus ensuite au comté de Foix en 1425 puis une nouvelle fois rattaché au royaume de France en 1607. La commune est dans le pays de Tarbes et de la Haute Bigorre.
| Bouilh-Devant    | Mazerolles       | Bernadets-Debat |
| Trouley-Labarthe | Antin            | Lapeyre         |
| Osmets           | Lubret-Saint-Luc |                 |

### Hydrographie
La commune est dans le bassin de l'Adour, au sein du bassin hydrographique Adour-Garonne. Elle est drainée par le Bouès, la Ribère, le Milieu, le Sarraillé, le ruisseau d'Antin et par un petit cours d'eau, constituant un réseau hydrographique de 12 km de longueur totale,.
Le Bouès, d'une longueur totale de 62,5 km, prend sa source dans la commune de Burg et s'écoule du sud vers le nord. Il traverse la commune et se jette dans l'Arros à Beaumarchés, après avoir traversé 32 communes.

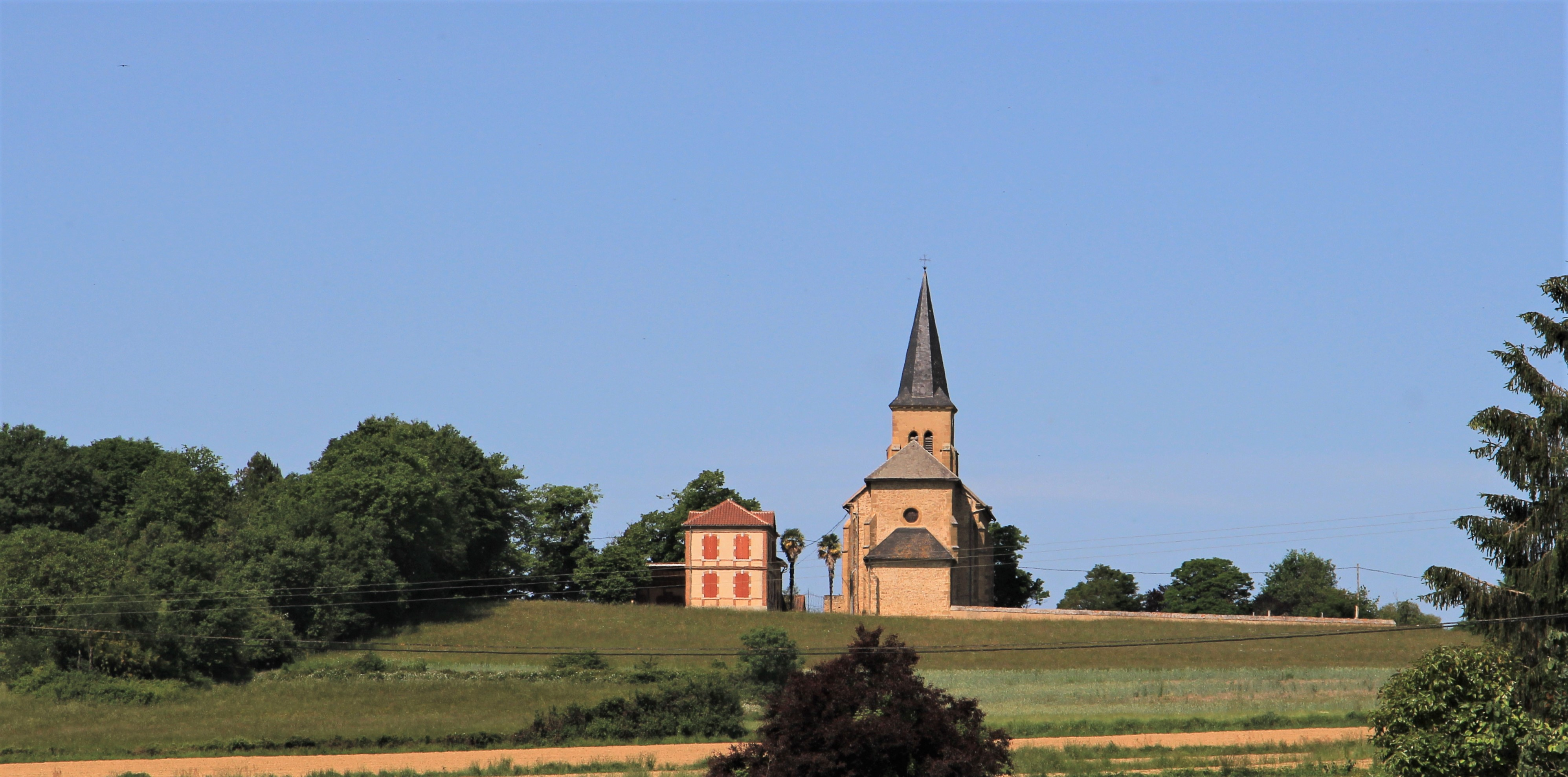
Vue du village.
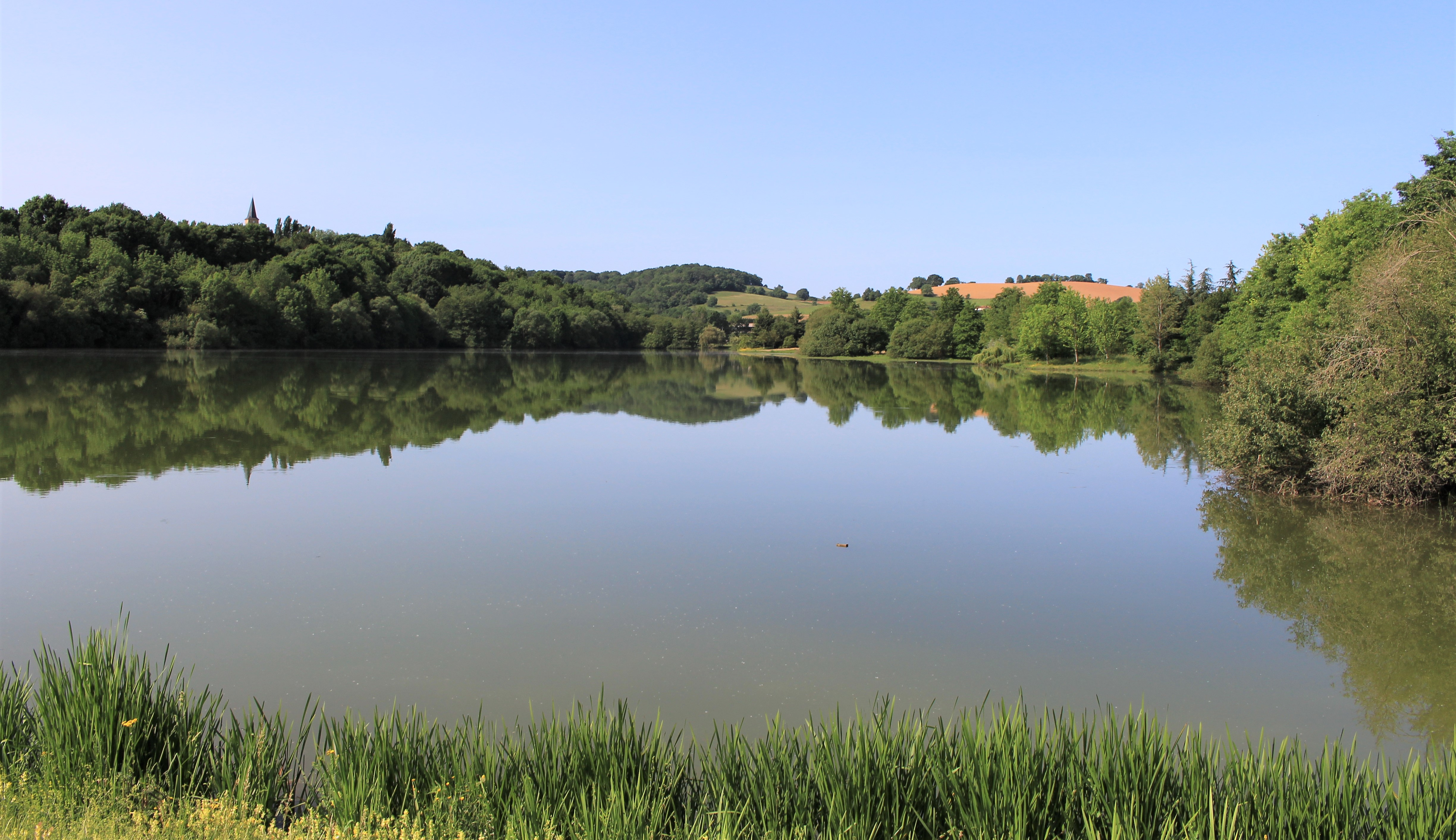
Le lac.
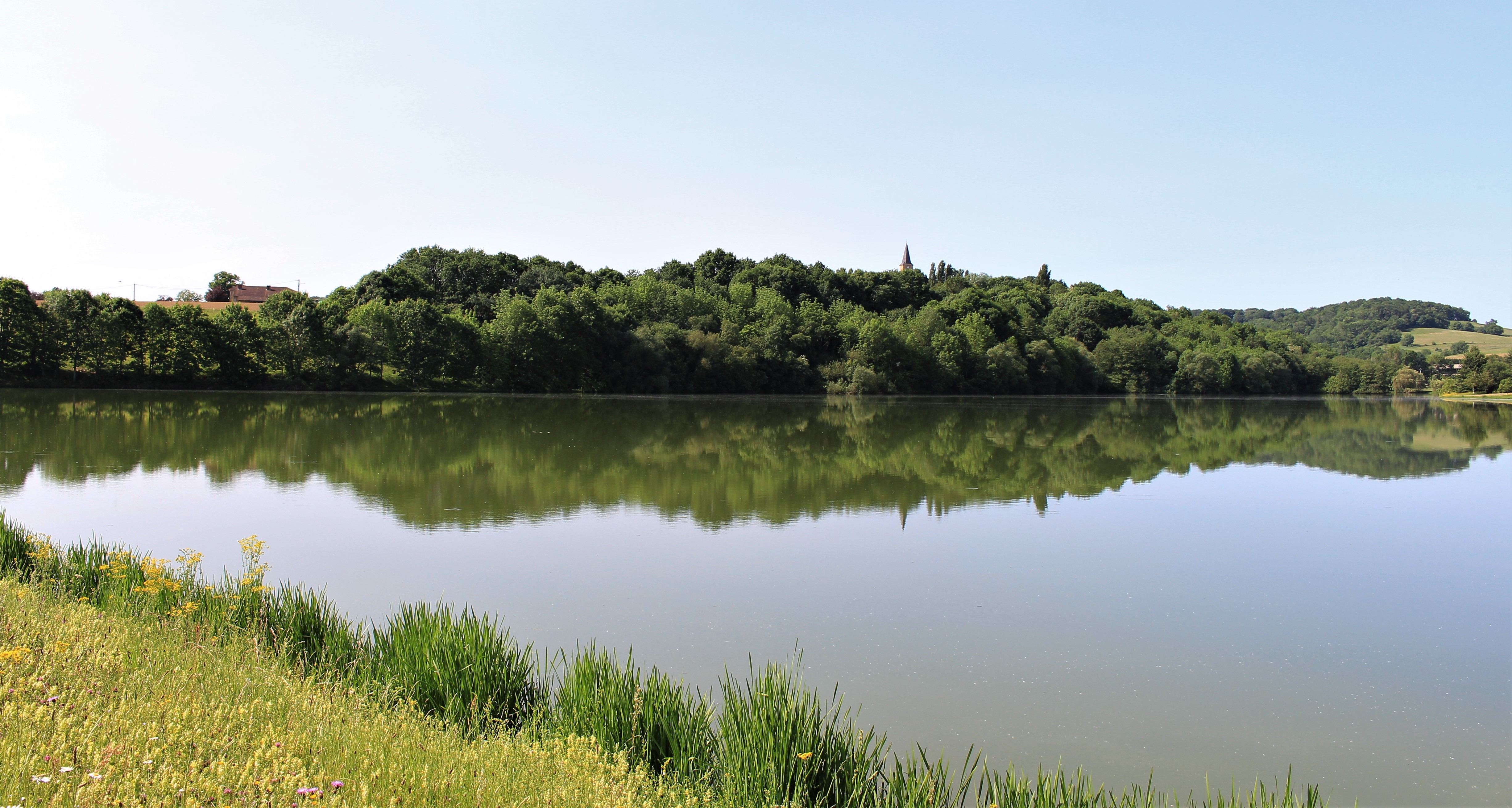

### Climat
Le climat est tempéré de type océanique, en raison de l'influence proche de l'océan Atlantique situé à peu près 150 km plus à l'ouest. La proximité des Pyrénées fait que la commune profite d'un effet de foehn, il peut aussi y neiger en hiver, même si cela reste inhabituel.
| Mois                              | jan.  | fév.  | mars  | avril | mai   | juin  | jui.  | août  | sep.  | oct.  | nov.  | déc.  | année   |
| --------------------------------- | ----- | ----- | ----- | ----- | ----- | ----- | ----- | ----- | ----- | ----- | ----- | ----- | ------- |
| Température minimale moyenne (°C) | 0,6   | 1,3   | 2,7   | 5,2   | 8,3   | 11,6  | 14,1  | 13,9  | 11,7  | 8     | 3,6   | 1,3   | 6,9     |
| Température moyenne (°C)          | 5,3   | 6,1   | 7,8   | 10    | 13,3  | 16,7  | 19,3  | 19    | 17,2  | 13,3  | 8,5   | 5,8   | 11,9    |
| Température maximale moyenne (°C) | 9,9   | 11    | 12,9  | 14,8  | 18,3  | 21,7  | 24,5  | 24    | 22,6  | 18,6  | 13,4  | 10,4  | 16,8    |
| Ensoleillement (h)                | 108,8 | 118,8 | 155,6 | 157,2 | 181,3 | 191,5 | 215,5 | 196,4 | 194,5 | 164,4 | 124,4 | 104,4 | 1 912,8 |
| Précipitations (mm)               | 112,8 | 97,5  | 100,2 | 105,7 | 113,6 | 80,7  | 57,3  | 70,3  | 71    | 85,2  | 93    | 112,1 | 1 099,4 |

### Milieux naturels et biodiversité

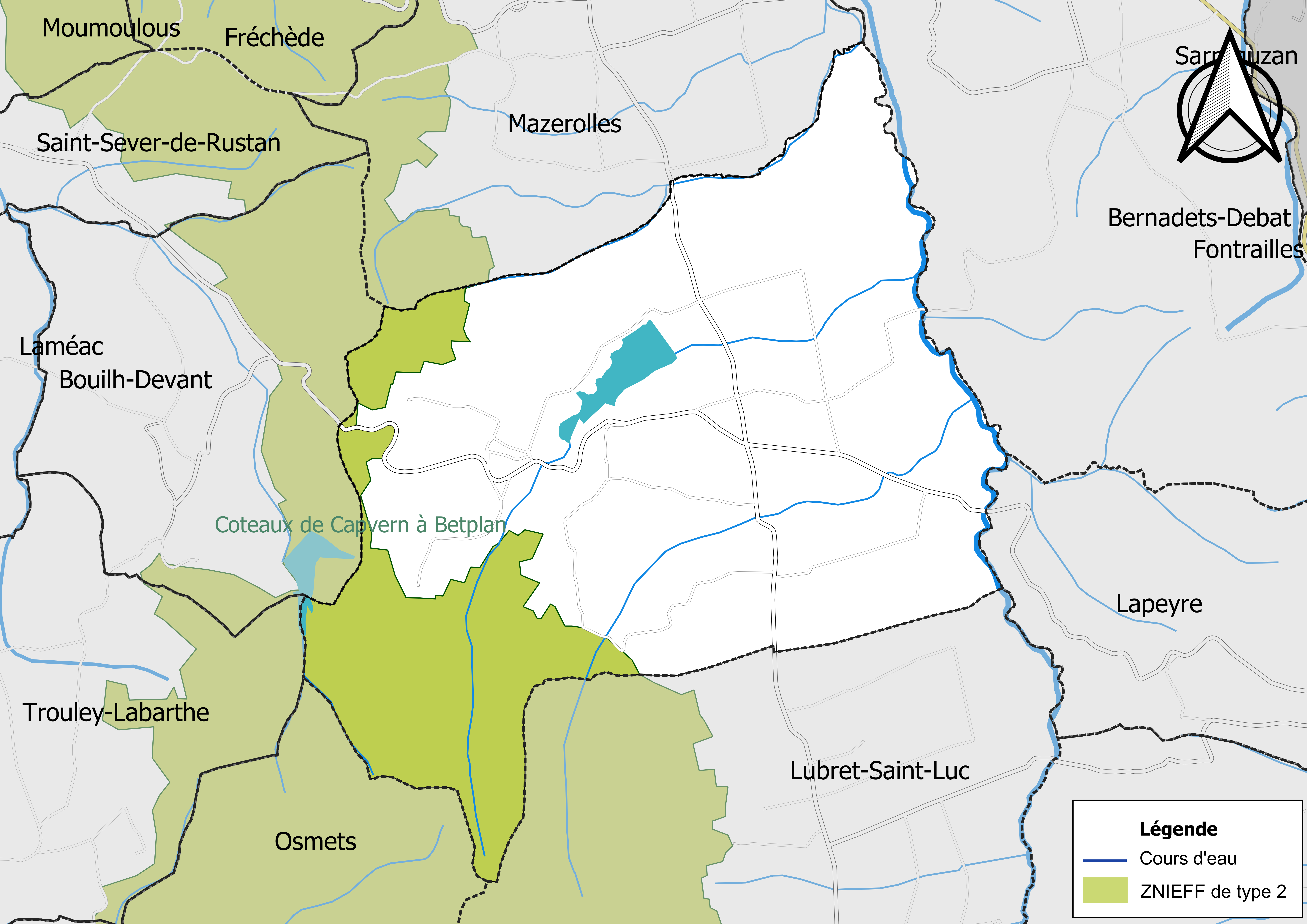
Carte de la ZNIEFF de type 2 localisée sur la commune.

L’inventaire des zones naturelles d'intérêt écologique, faunistique et floristique (ZNIEFF) a pour objectif de réaliser une couverture des zones les plus intéressantes sur le plan écologique, essentiellement dans la perspective d’améliorer la connaissance du patrimoine naturel national et de fournir aux différents décideurs un outil d’aide à la prise en compte de l’environnement dans l’aménagement du territoire.
Une ZNIEFF de type 2 est recensée sur la commune,
les « coteaux de Capvern à Betplan » (10 246 ha), couvrant 46 communes dont huit dans le Gers et 38 dans les Hautes-Pyrénées.

## Urbanisme

### Typologie
Au 1er janvier 2024, Antin est catégorisée commune rurale à habitat très dispersé, selon la nouvelle grille communale de densité à sept niveaux définie par l'Insee en 2022.
Elle est située hors unité urbaine et hors attraction des villes,.

### Occupation des sols
L'occupation des sols de la commune, telle qu'elle ressort de la base de données européenne d’occupation biophysique des sols Corine Land Cover (CLC), est marquée par l'importance des territoires agricoles (84,3 % en 2018), une proportion identique à celle de 1990 (84,3 %). La répartition détaillée en 2018 est la suivante : 
terres arables (47,4 %), zones agricoles hétérogènes (31,7 %), forêts (15,7 %), prairies (5,2 %).
L'IGN met par ailleurs à disposition un outil en ligne permettant de comparer l’évolution dans le temps de l’occupation des sols de la commune (ou de territoires à des échelles différentes). Plusieurs époques sont accessibles sous forme de cartes ou photos aériennes : la carte de Cassini (XVIIIe siècle), la carte d'état-major (1820-1866) et la période actuelle (1950 à aujourd'hui).

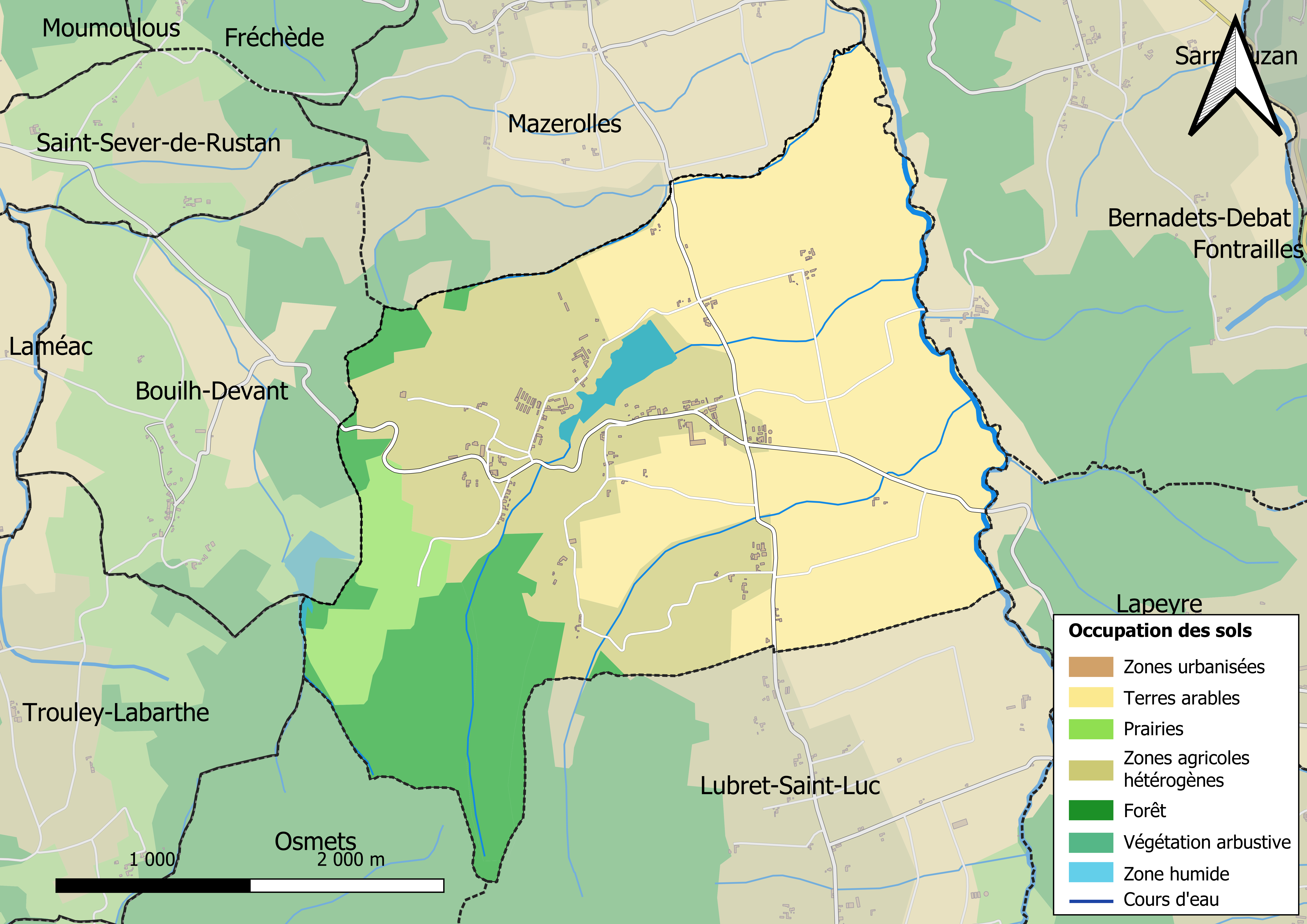
Carte des infrastructures et de l'occupation des sols en 2018 (CLC) de la commune.
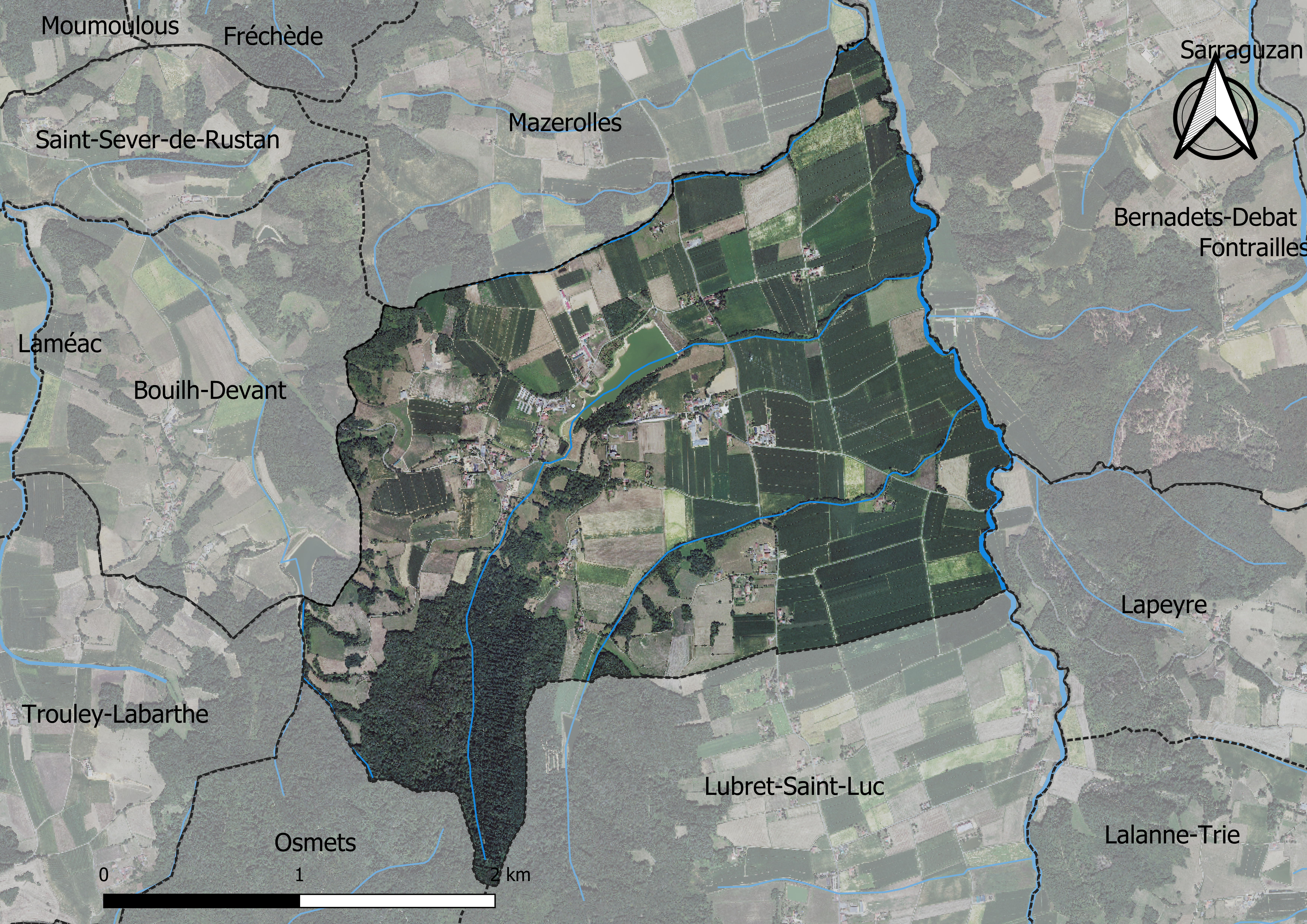
Carte orthophotogrammétrique de la commune.

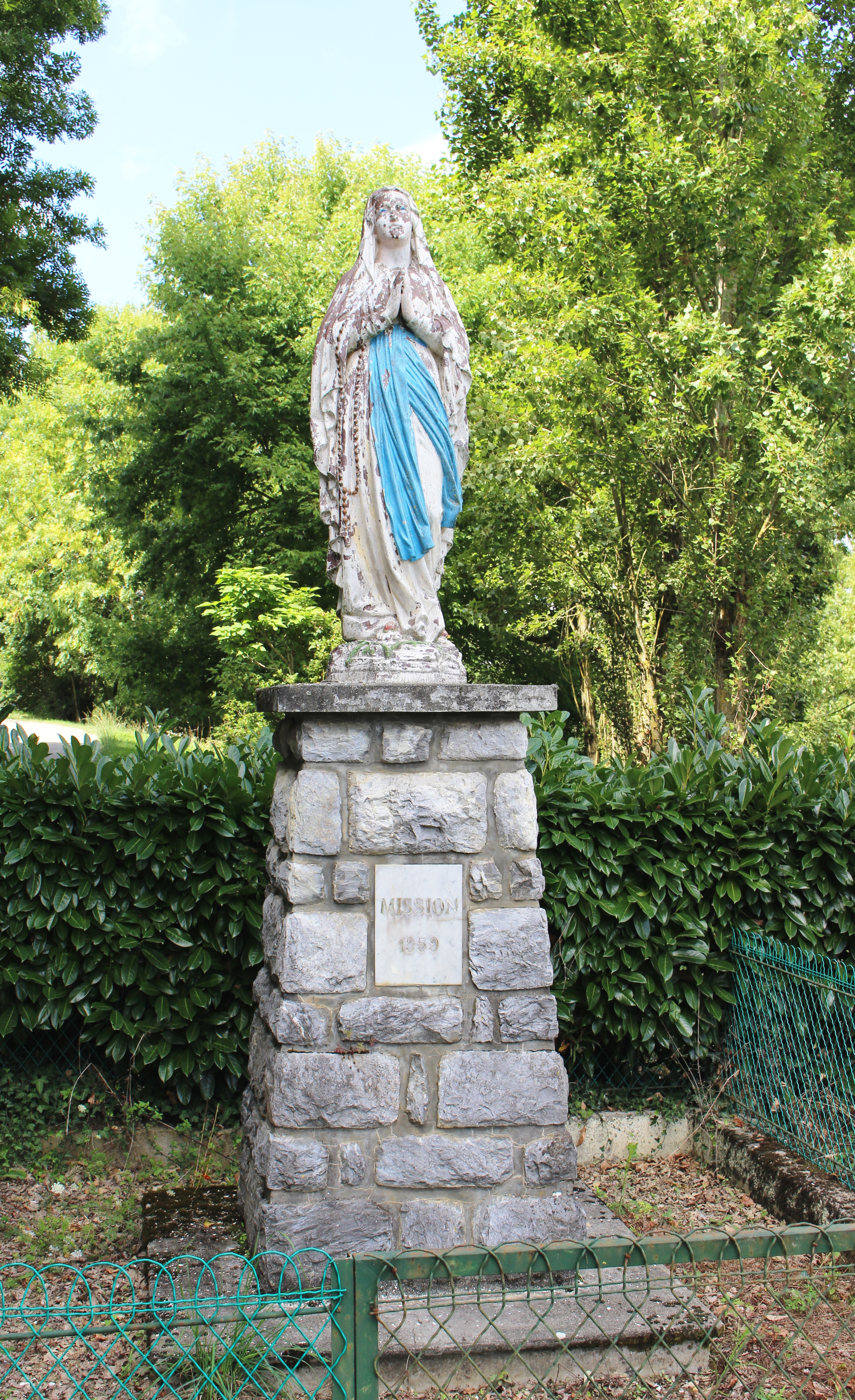
Un oratoire.

### Logement
En 2012, le nombre total de logements dans la commune est de 60.

Parmi ces logements, 81,9 % sont des résidences principales, 9,9 % des résidences secondaires et 8,2 % des logements vacants.

### Voies de communication et transports
Cette commune est desservie par les routes départementales D 6 et D 11.

### Risques majeurs
Le territoire de la commune d'Antin est vulnérable à différents aléas naturels : météorologiques (tempête, orage, neige, grand froid, canicule ou sécheresse), inondations, mouvements de terrains et séisme (sismicité modérée). Un site publié par le BRGM permet d'évaluer simplement et rapidement les risques d'un bien localisé soit par son adresse soit par le numéro de sa parcelle.
Certaines parties du territoire communal sont susceptibles d’être affectées par le risque d’inondation par débordement de cours d'eau, notamment le Bouès. La cartographie des zones inondables en ex-Midi-Pyrénées réalisée dans le cadre du XIe Contrat de plan État-région, visant à informer les citoyens et les décideurs sur le risque d’inondation, est accessible sur le site de la DREAL Occitanie. La commune a été reconnue en état de catastrophe naturelle au titre des dommages causés par les inondations et coulées de boue survenues en 1982, 1999 et 2009,.
Antin est exposée au risque de feu de forêt. Un plan départemental de protection des forêts contre les incendies a été approuvé par arrêté préfectoral le 21 avril 2020 pour la période 2020-2029. Le précédent couvrait la période 2007-2017. L’emploi du feu est régi par deux types de réglementations. D’abord le code forestier et l’arrêté préfectoral du 27 octobre 2014, qui réglementent l’emploi du feu à moins de 200 m des espaces naturels combustibles sur l’ensemble du département. Ensuite celle établie dans le cadre de la lutte contre la pollution de l’air, qui interdit le brûlage des déchets verts des particuliers. L’écobuage est quant à lui réglementé dans le cadre de commissions locales d’écobuage (CLE)

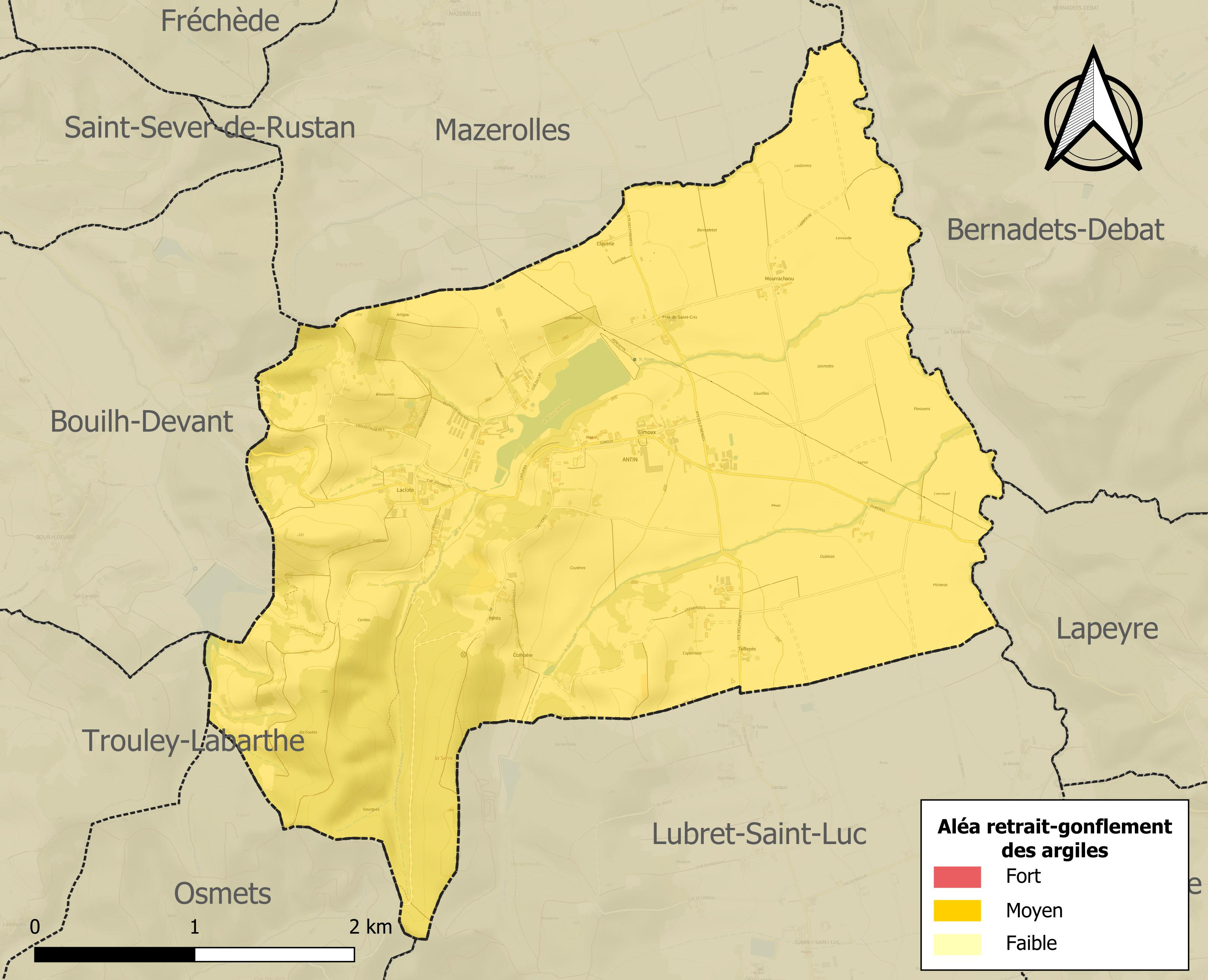
Carte des zones d'aléa retrait-gonflement des sols argileux d'Antin.

Les mouvements de terrains susceptibles de se produire sur la commune sont des tassements différentiels.
Le retrait-gonflement des sols argileux est susceptible d'engendrer des dommages importants aux bâtiments en cas d’alternance de périodes de sécheresse et de pluie. La totalité de la commune est en aléa moyen ou fort (44,5 % au niveau départemental et 48,5 % au niveau national). Sur les 55 bâtiments dénombrés sur la commune en 2019, 55 sont en aléa moyen ou fort, soit 100 %, à comparer aux 75 % au niveau départemental et 54 % au niveau national. Une cartographie de l'exposition du territoire national au retrait gonflement des sols argileux est disponible sur le site du BRGM,.
Par ailleurs, afin de mieux appréhender le risque d’affaissement de terrain, l'inventaire national des cavités souterraines permet de localiser celles situées sur la commune.
Concernant les mouvements de terrains, la commune a été reconnue en état de catastrophe naturelle au titre des dommages causés par la sécheresse en 1989 et par des mouvements de terrain en 1999.

## Toponymie

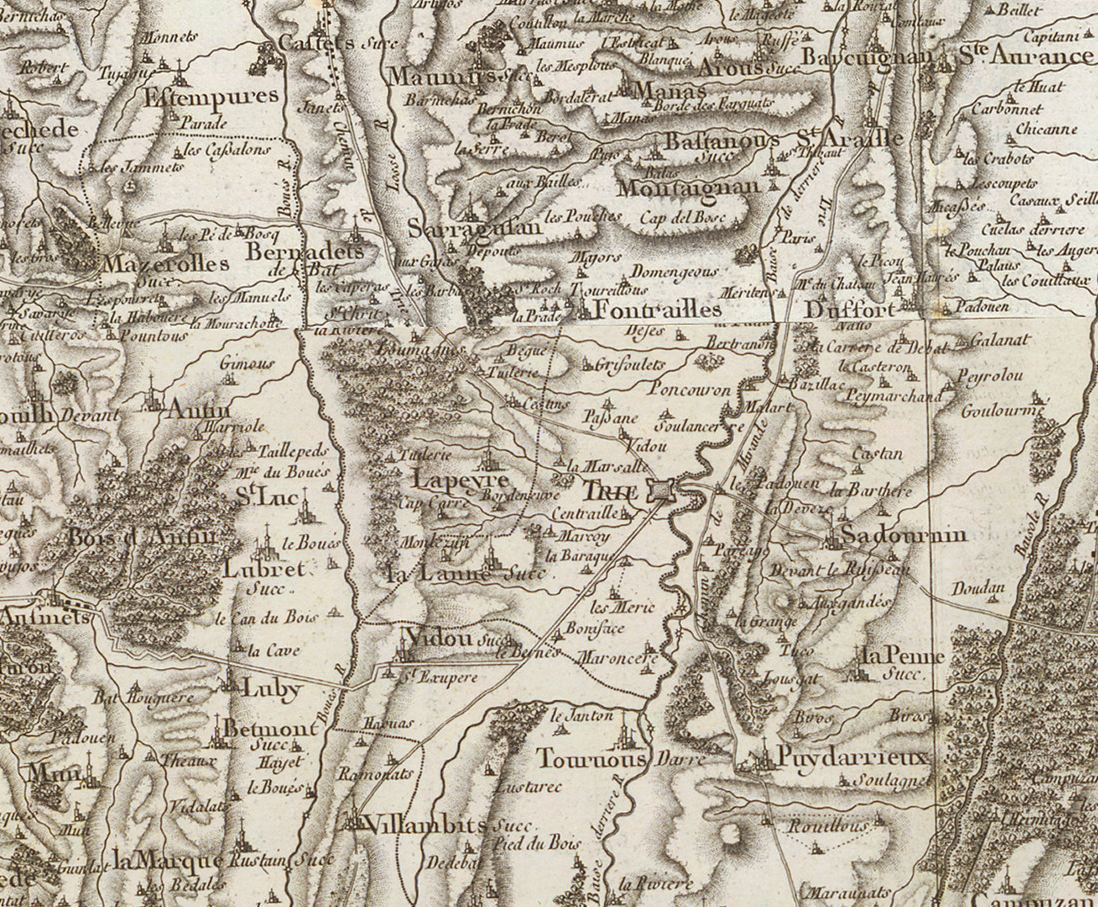
Extrait de la carte de Cassini (entre 1756 et 1789) situant Antin à l'ouest de Trie-sur-Baïse.

On trouvera les principales informations dans le Dictionnaire toponymique des communes des Hautes-Pyrénées de Michel Grosclaude et Jean-François Le Nail qui rapporte les dénominations historiques du village.
Dénominations historiques :
- Antii, Anti (v. 1110, cartulaire Bigorre) ;
- Anti (1207, cartulaire Berdoues) ;
- Comdebo d’Antin (1217, cartulaire Berdoues) ;
- Petrus de Antino, latin (1283, procès Bigorre) ;
- De Antino, latin (1300, enquête Bigorre) ;
- De Antino, latin (1313, Debita regi Navarre) ;
- De Antino, latin (1342, pouillé de Tarbes ; etc.) ;
- Antin (fin XVIIIe siècle, carte de Cassini).

Étymologie : du nom de personnage Antinus (de Ante).
Nom occitan : Antin.

## Histoire
Antin fut une seigneurie de Bigorre qui appartenait à la famille du même nom. Elle passa ensuite à la famille de Pardaillan de Gondrin, et fut érigée en marquisat en 1612, puis en duché en 1711 : voir liste des ducs d'Antin.

### Cadastre napoléonien d'Antin
Le plan cadastral napoléonien d'Antin est consultable sur le site des archives départementales des Hautes-Pyrénées.

## Politique et administration

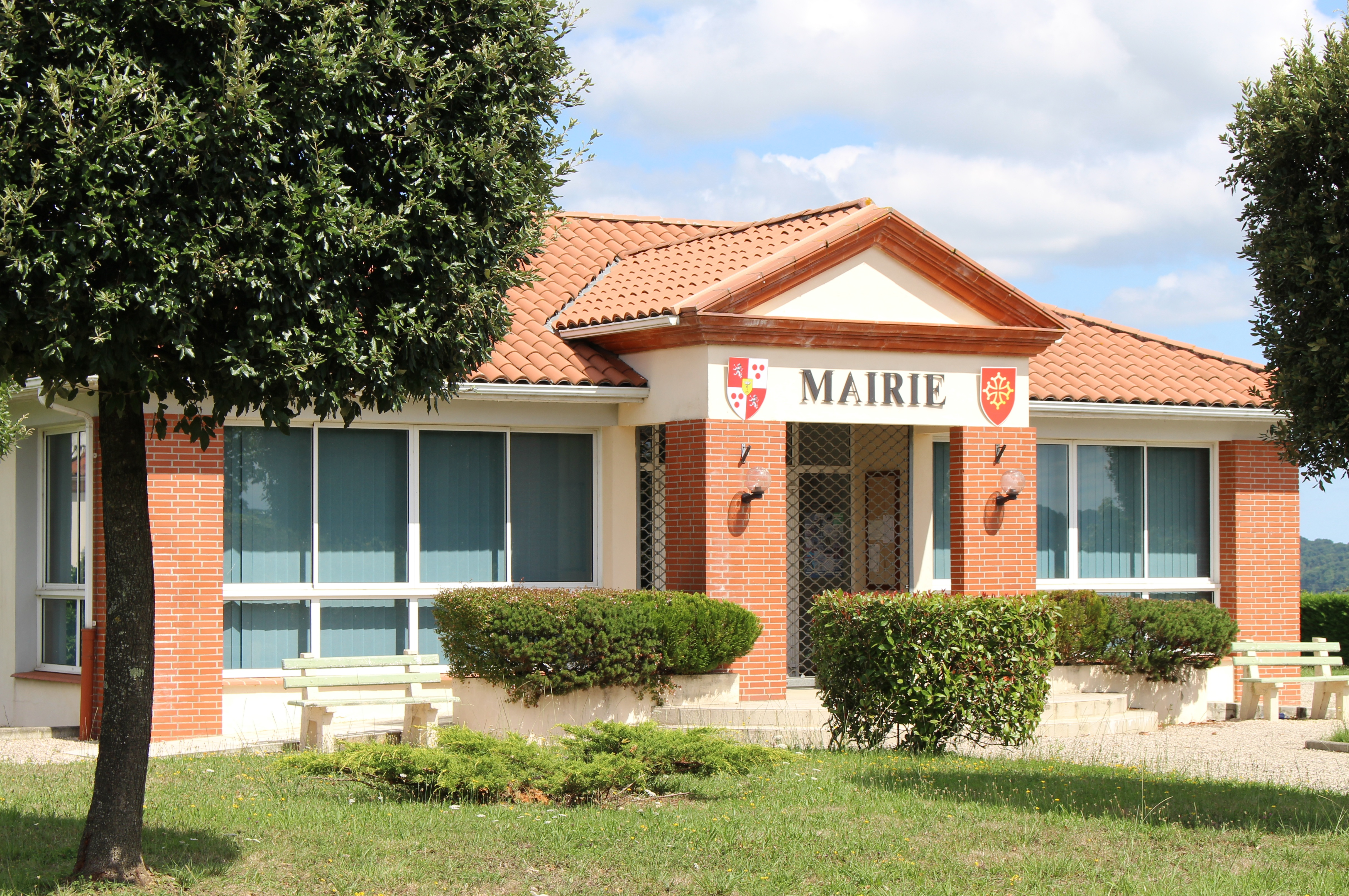
La mairie en 2015.

### Liste des maires
| Période                                  | Période  | Identité    | Étiquette | Qualité  |
| ---------------------------------------- | -------- | ----------- | --------- | -------- |
| Les données manquantes sont à compléter. |          |             |           |          |
|                                          |          |             |           |          |
| mars 1995                                | en cours | Jean Maumus | SE        | retraité |

### Rattachements administratifs et électoraux

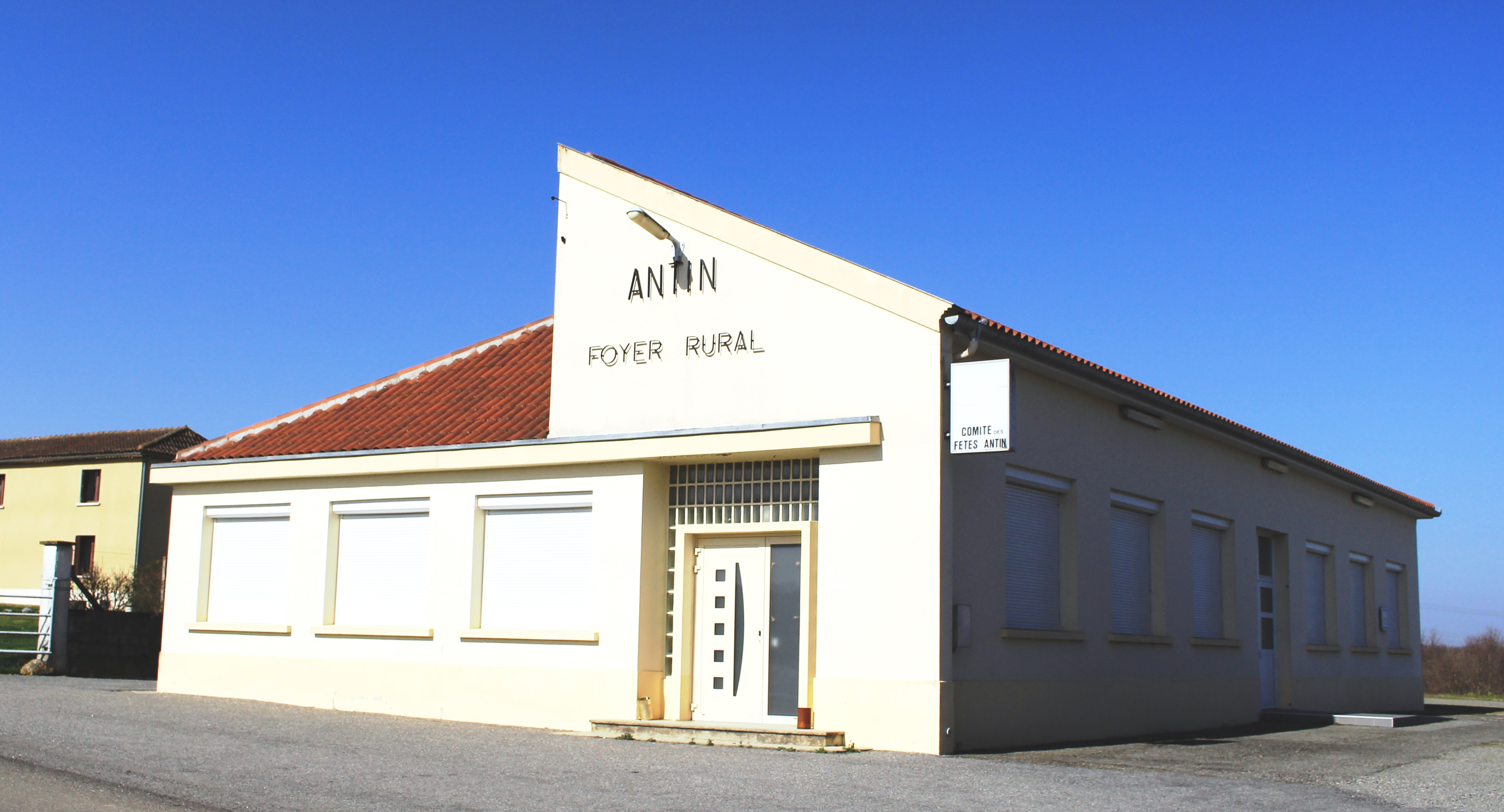
Le foyer rural en 2019.

#### Historique administratif
Pays de Bigorre, quarteron de Rabastens, baronnie d' Antin, canton de Trie (depuis 1790).

#### Intercommunalité
Antin appartient à la communauté de communes du Pays de Trie et du Magnoac créée en janvier 2017 et qui réunit 50 communes.

## Population et société

### Démographie

#### Évolution démographique
| 1793 | 1800 | 1806 | 1821 | 1831 | 1836 | 1841 | 1846 | 1851 |
| ---- | ---- | ---- | ---- | ---- | ---- | ---- | ---- | ---- |
| 508  | 382  | 475  | 415  | 479  | 468  | 440  | 452  | 468  |

| 1856 | 1861 | 1866 | 1876 | 1881 | 1886 | 1891 | 1896 | 1901 |
| ---- | ---- | ---- | ---- | ---- | ---- | ---- | ---- | ---- |
| 457  | 419  | 423  | 450  | 377  | 411  | 416  | 410  | 316  |

| 1906 | 1911 | 1921 | 1926 | 1931 | 1936 | 1946 | 1954 | 1962 |
| ---- | ---- | ---- | ---- | ---- | ---- | ---- | ---- | ---- |
| 333  | 305  | 230  | 247  | 227  | 225  | 221  | 192  | 191  |

| 1968 | 1975 | 1982 | 1990 | 1999 | 2006 | 2011 | 2016 | 2021 |
| ---- | ---- | ---- | ---- | ---- | ---- | ---- | ---- | ---- |
| 179  | 170  | 150  | 131  | 136  | 111  | 128  | 109  | 98   |

| 2022 | - | - | - | - | - | - | - | - |
| ---- | - | - | - | - | - | - | - | - |
| 94   | - | - | - | - | - | - | - | - |

### Enseignement

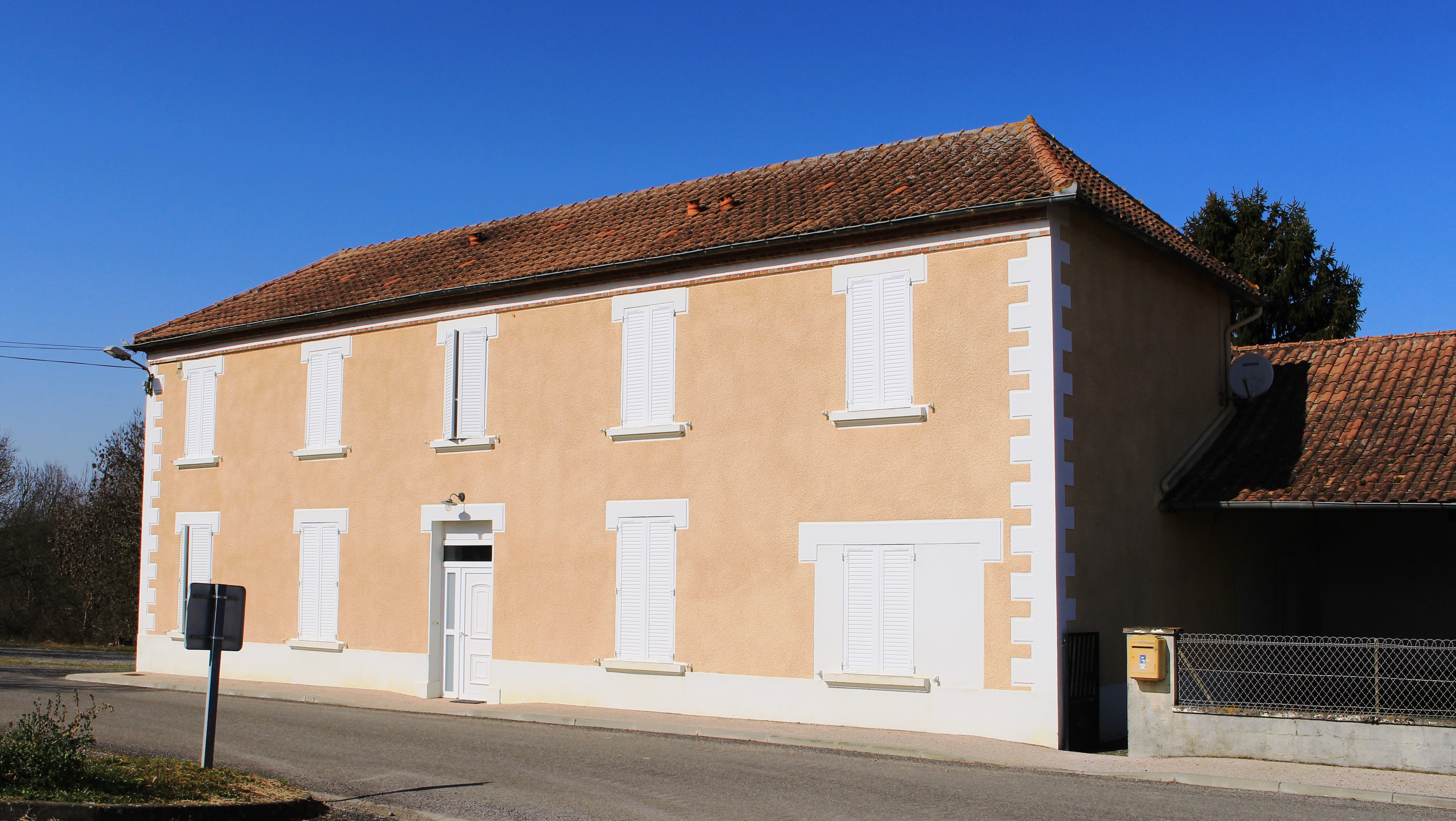
L'ancienne école en 2019.

La commune dépend de l'académie de Toulouse. Elle ne dispose plus d'école en 2016.

## Économie

### Emploi
| Division       | 2008  | 2013  | 2018  |
| -------------- | ----- | ----- | ----- |
| Commune        | 4,9 % | 9,1 % | 7,5 % |
| Département    | 7,7 % | 9,4 % | 9,8 % |
| France entière | 8,3 % | 10 %  | 10 %  |

En 2018, la population âgée de 15 à 64 ans s'élève à 66 personnes, parmi lesquelles on compte 77,6 % d'actifs (70,1 % ayant un emploi et 7,5 % de chômeurs) et 22,4 % d'inactifs,. Depuis 2008, le taux de chômage communal (au sens du recensement) des 15-64 ans est inférieur à celui de la France et du département.
La commune est hors attraction des villes,. Elle compte 23 emplois en 2018, contre 24 en 2013 et 31 en 2008. Le nombre d'actifs ayant un emploi résidant dans la commune est de 49, soit un indicateur de concentration d'emploi de 47,1 % et un taux d'activité parmi les 15 ans ou plus de 54,5 %.
Sur ces 49 actifs de 15 ans ou plus ayant un emploi, 20 travaillent dans la commune, soit 41 % des habitants. Pour se rendre au travail, 71,4 % des habitants utilisent un véhicule personnel ou de fonction à quatre roues, 10,2 % s'y rendent en deux-roues, à vélo ou à pied et 18,4 % n'ont pas besoin de transport (travail au domicile).

## Culture locale et patrimoine

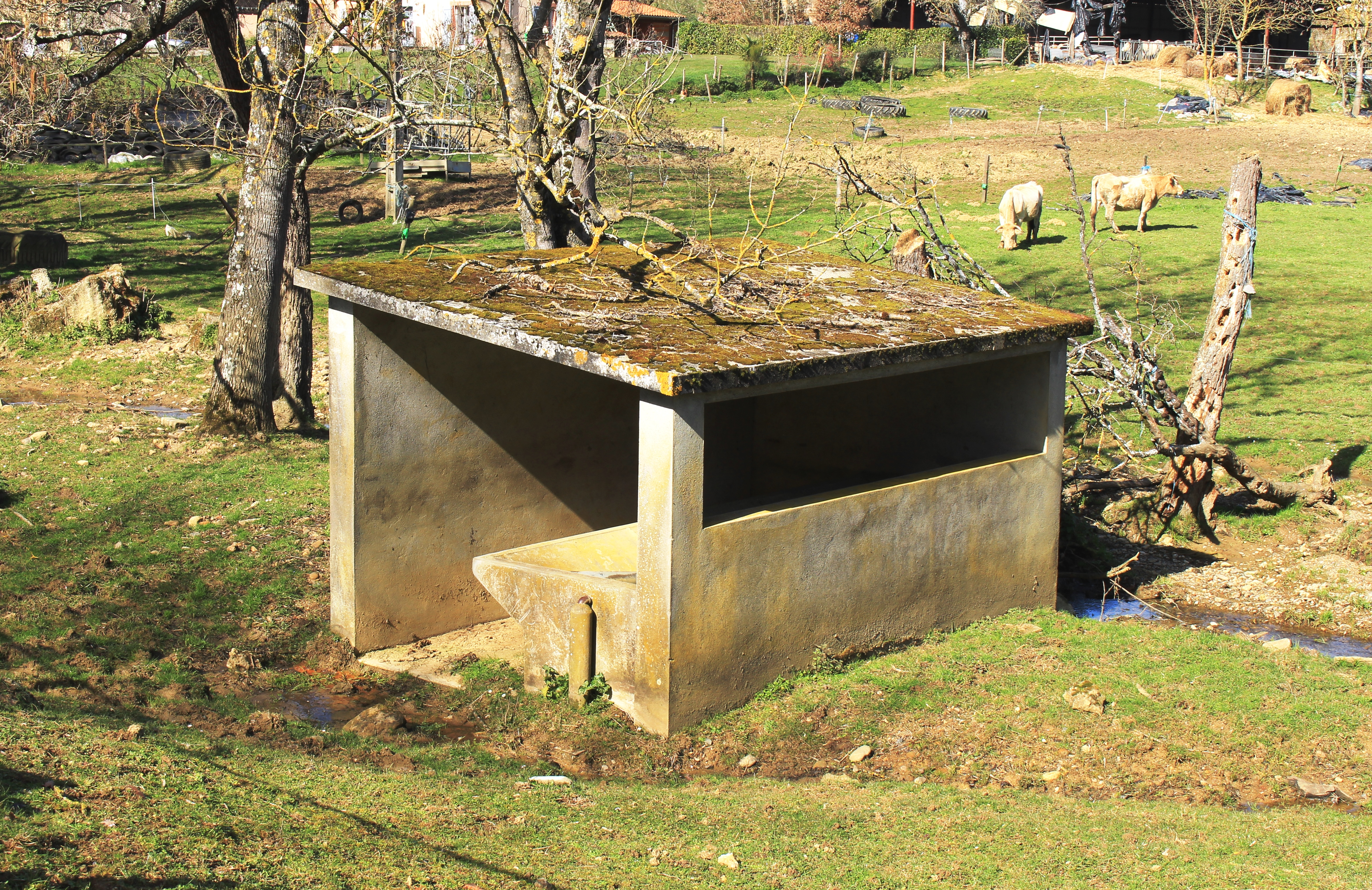
Le lavoir en 2019.

### Lieux et monuments

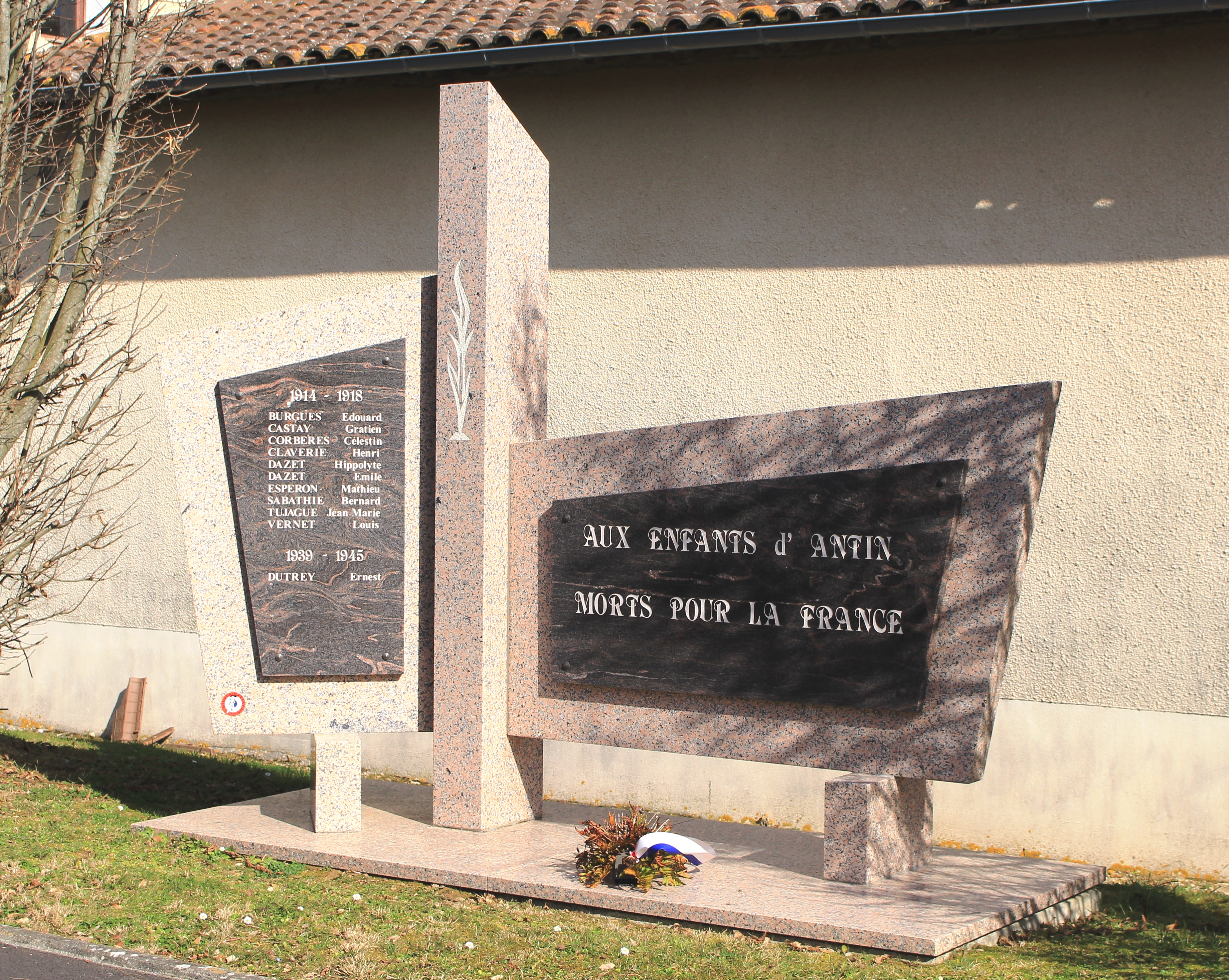
Le monument aux morts municipal.

- Église Saint-Martin d'Antin.
- Lavoir.

Sélection de vues des édifices religieux
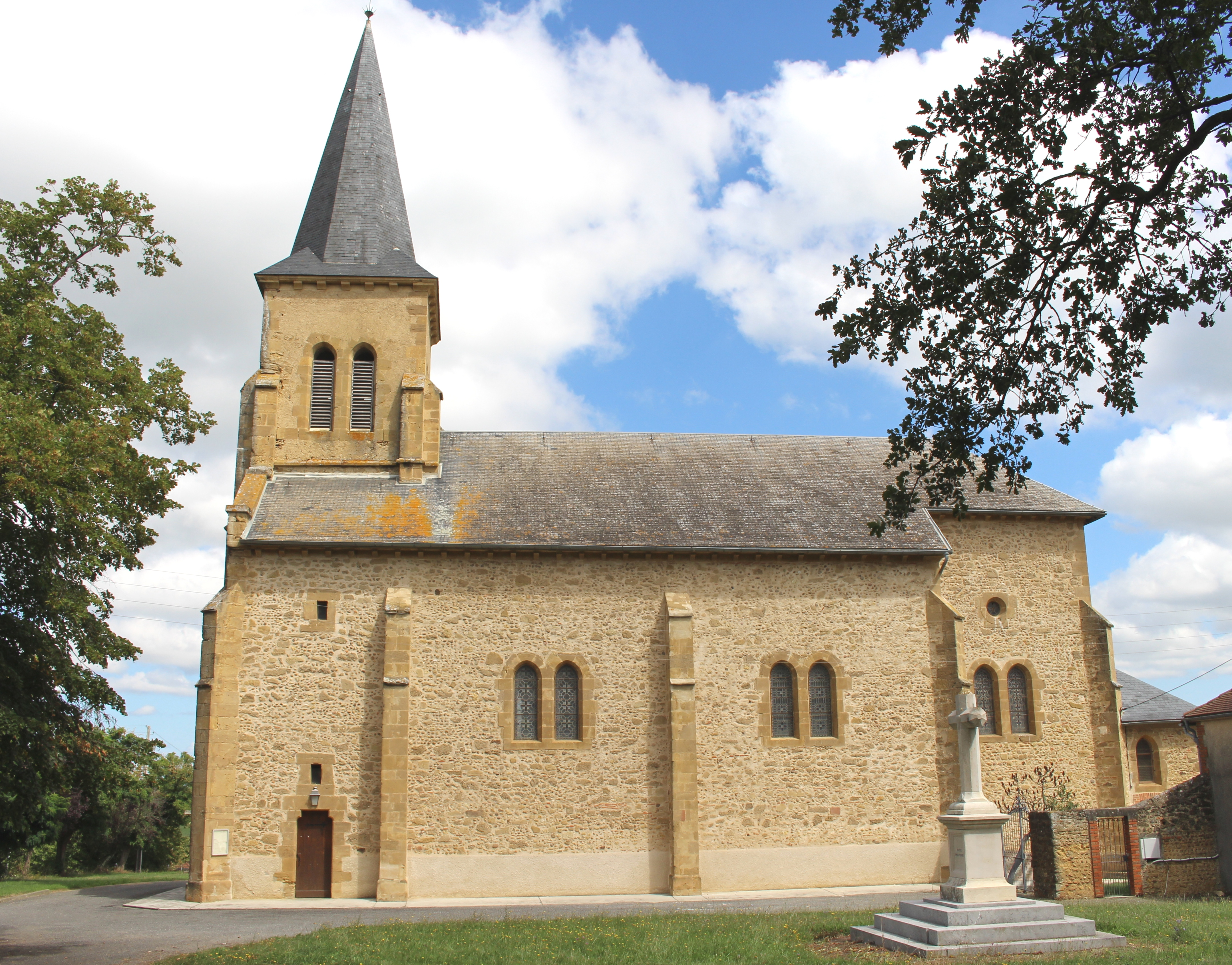
L'église Saint-Martin en 2019.
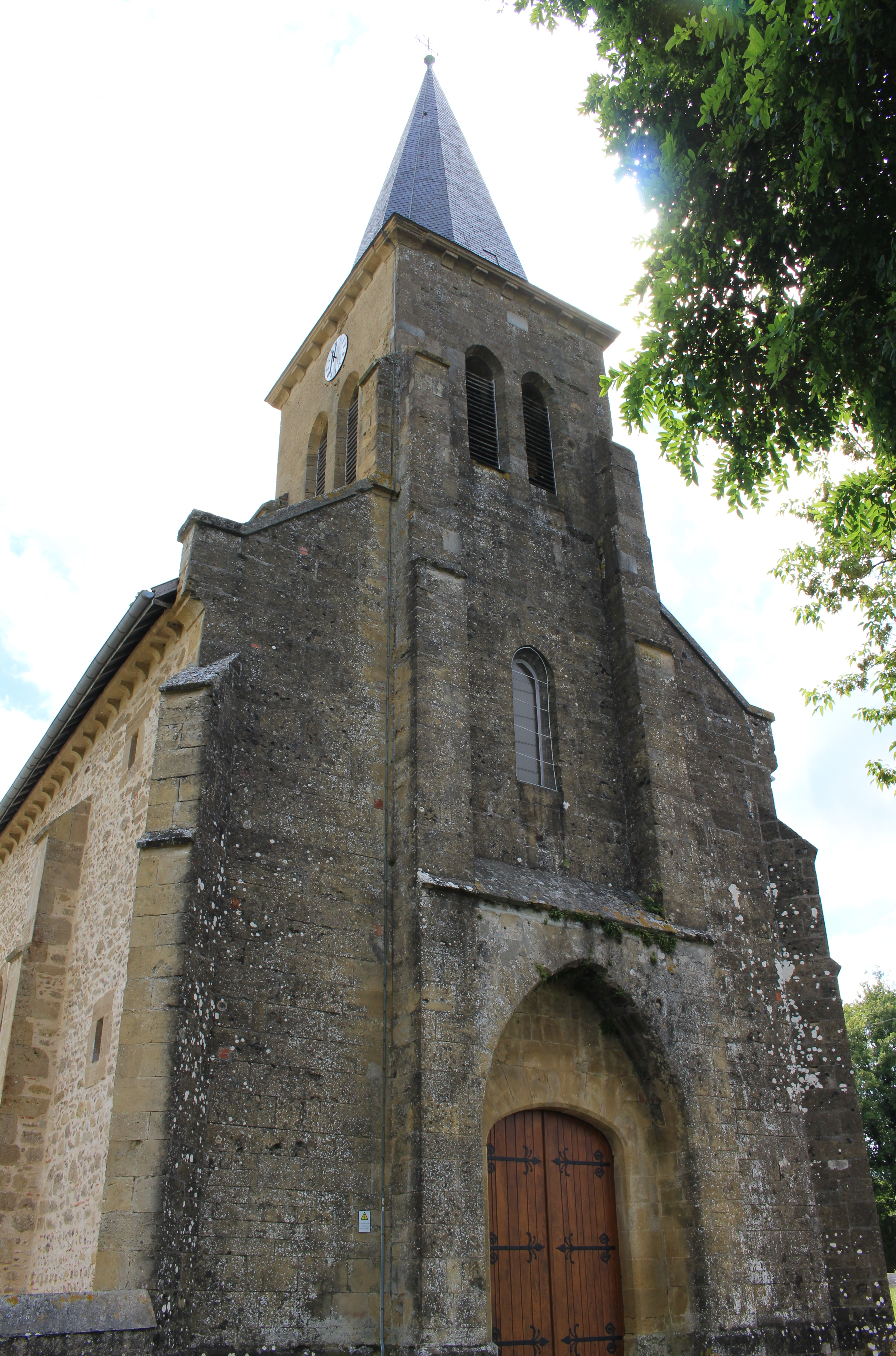
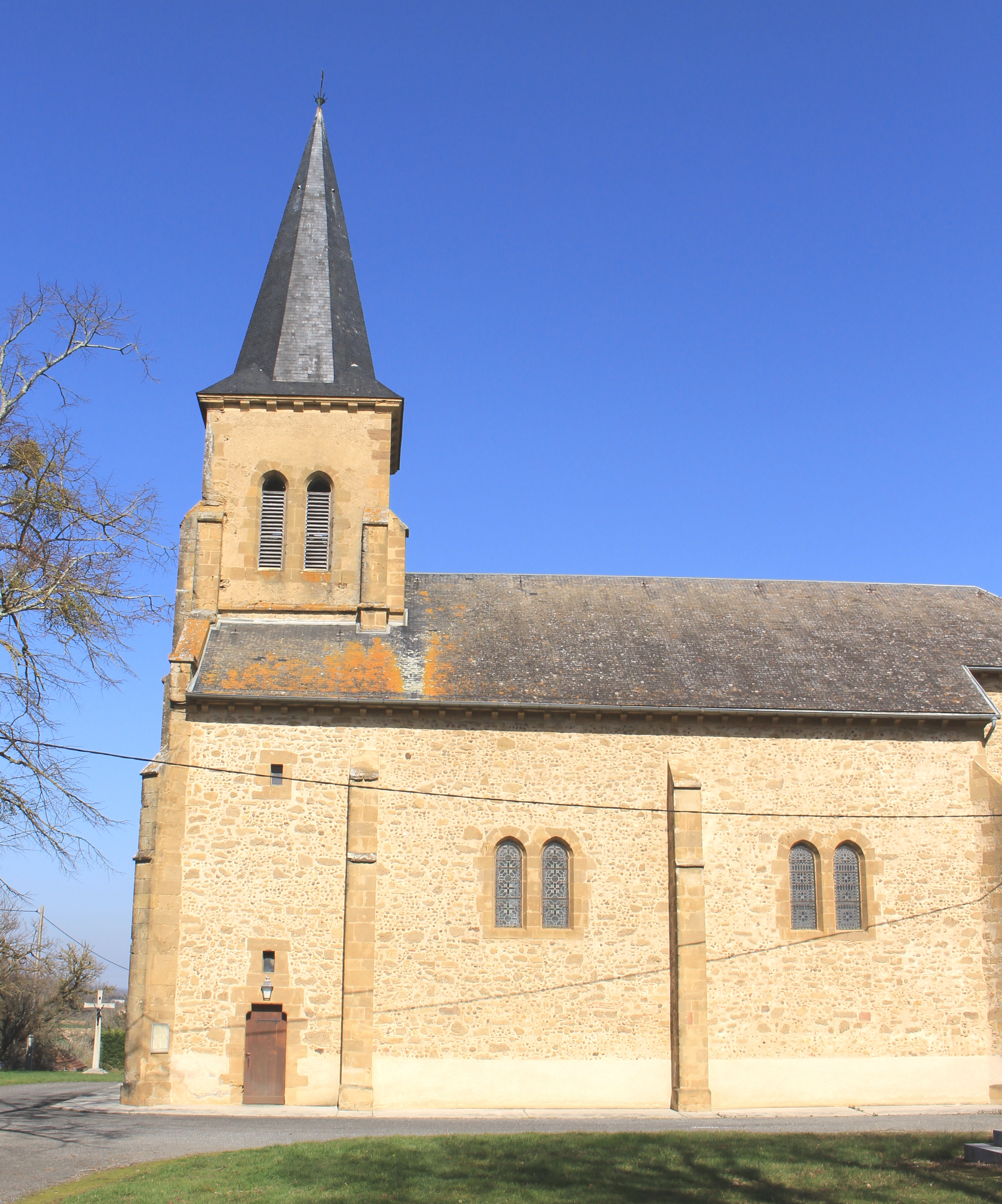
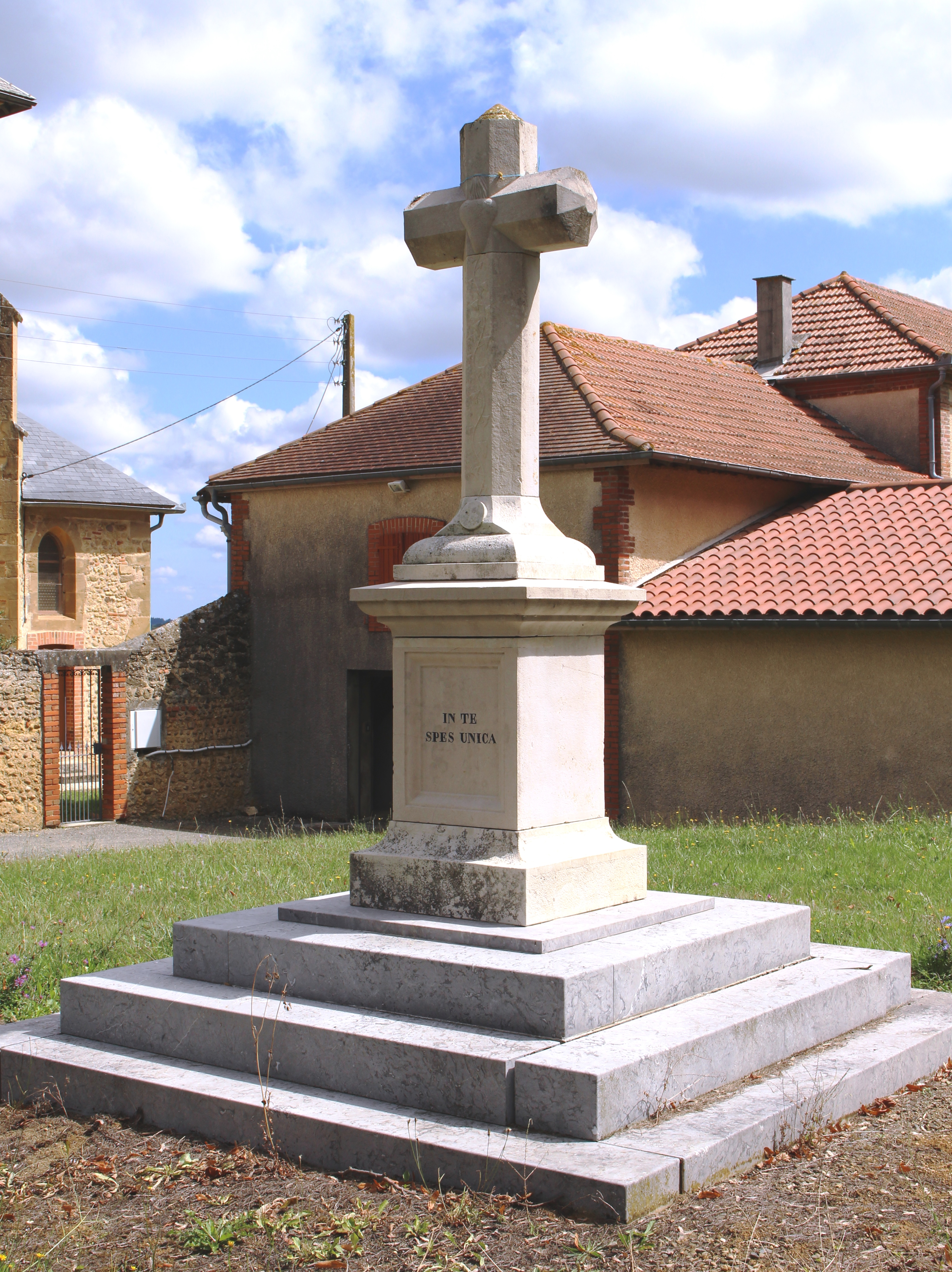
Une croix.

### Héraldique
| Blason | Blasonnement : Écartelé : au premier et au quatrième de gueules au lion léopardé d'argent, au deuxième et au troisième d'argent aux trois tourteaux de gueules ; sur le tout d'or à la clef couronnée de sable. |